# Steve Keen
Steve Keen (* 28. března 1953 Sydney) je australský ekonom a spisovatel. Sám se považuje za postkeynesiánce a kritizuje neoklasickou ekonomii jako nekonzistentní, nevědeckou a empiricky nepodloženou. Keenovy názory na ekonomii nejvíce ovlivnili John Maynard Keynes, Karl Marx, Hyman Minsky, Piero Sraffa, Augusto Graziani, Joseph Alois Schumpeter, Thorstein Veblen a François Quesnay. Hypotéza Hymana Minského o finanční nestabilitě tvoří hlavní základ jeho významného přínosu ekonomii, který se soustředí především na matematické modelování a simulaci finanční nestability.
Keen dříve působil jako docent ekonomie na University of Western Sydney, dokud v roce 2013 nepožádal o dobrovolné propuštění z důvodu uzavření ekonomického programu na této univerzitě. Na podzim 2014 se stal profesorem a vedoucím Fakulty ekonomie, historie a politiky na Kingstonské univerzitě v Londýně. Působil také jako vědecký pracovník v Centru pro rozvoj politiky (Centre for Policy Development). Poté odešel do důchodu a je financován z crowdfundingu, aby mohl provádět nezávislý výzkum a také působit jako Významný výzkumný pracovník v Institutu pro strategii odolnosti a bezpečnosti na University College London.